# Tipula arenae
Tipula arenae är en tvåvingeart som beskrevs av Alexander 1981. Tipula arenae ingår i släktet Tipula och familjen storharkrankar. Inga underarter finns listade i Catalogue of Life.